# Nordens förhistoria
Nordens förhistoria är förhistorisk tid i det som idag är Danmark, Norge, Island och Sverige, från istidens slut till det fullständiga kristnandet av dessa länder. Finlands förhistoria brukar inte räknas in. Enligt treperiodssystemet brukar den delas in i stenåldern, bronsåldern och järnåldern. Slutet på järnåldern är känd som vikingatiden.

## Stenåldern

Ancylusjön omkring 8 700 år före nutid (7 500 f.Kr.). De sista resterna av inlandsisen syns i vitt. Floden Svea älv utgjorde ett utlopp till Atlanten.

Under historiens förlopp har Skandinavien flera gånger varit täckt av inlandsis. Den senaste istiden kallas Weichsel och
började för 115 000 år sedan och började upphöra för ungefär 12 000 år sedan. Fynd
från Varggrottan vid Kristinestad i Finland har tolkats som att människor levat där för 120 000 – 130 000 år sedan. Det bör i så fall ha varit Neandertalmänniskor eftersom den moderna människan ännu inte fanns i Europa. Fynden från Varggrottan är dock ifrågasatta. 

Den senaste nedisningen täckte nästan hela Norden men när den började lida mot sitt slut kunde människor åter ta Norden i besittning. Som en följd av lägre befolkningstäthet än övriga Europa finns det förhållandevis mycket arkeologiskt material att finna som berättar om Nordens förhistoria. Från stenålder, bronsålder och järnålder finns verktyg av sten, brons och järn, juveler, vapen och ornament, gravplatser och husgrunder som vittnar om hur livet i det kalla norden tog sig ut.

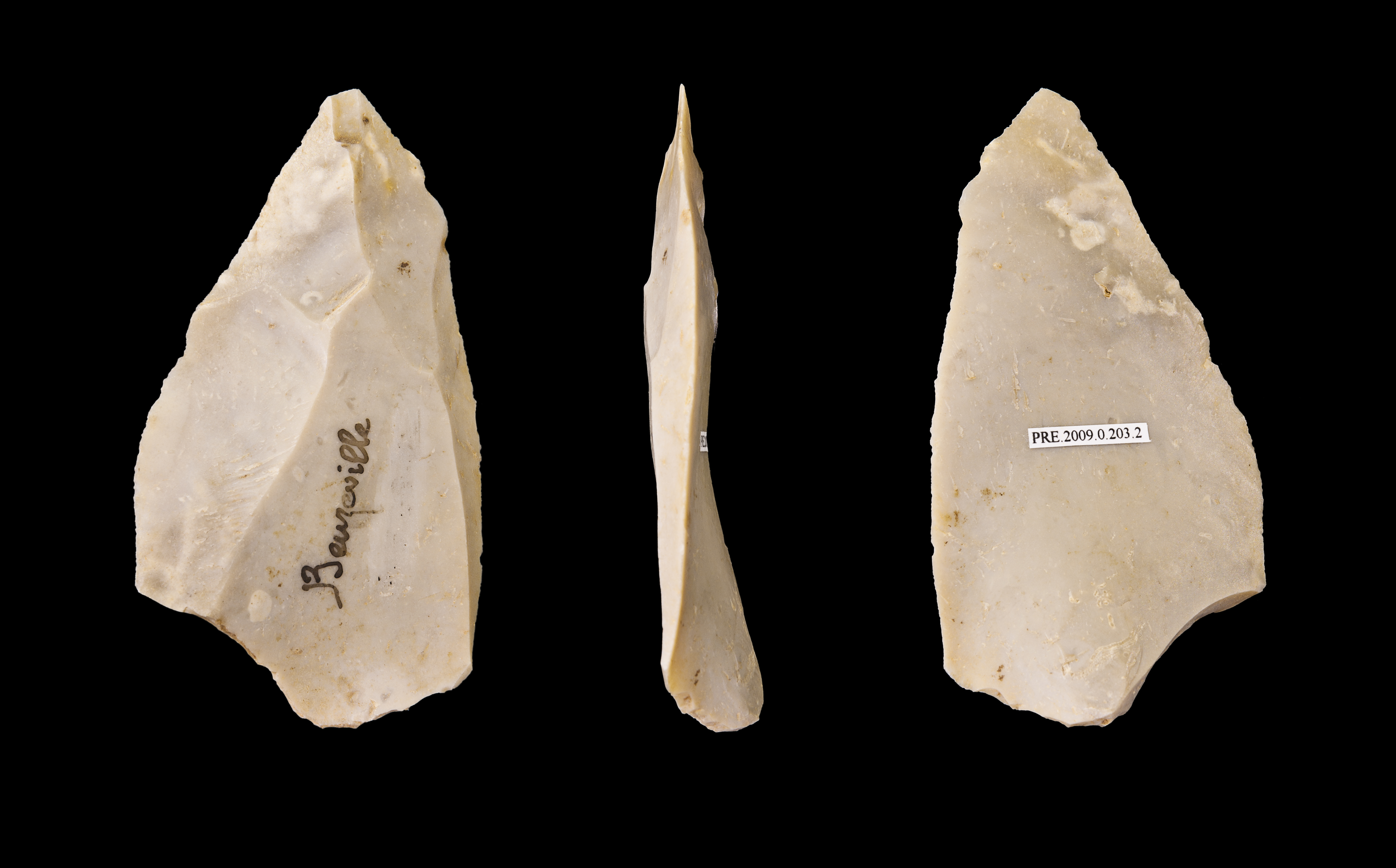
Stenåldersverktyg tillverkat med Levalloisteknik.

### Övre paleolitikum (13 000 f.Kr. — 10 000 f.Kr.)
Allt eftersom inlandsisen drog sig tillbaka betade renhjordar på slätterna i Danmark och Sveriges sydligaste delar. Sydsverige och Danmark satt ihop i en landtunga, och mot norr befann sig en issjö bildad av isens smältvatten. Detta var Ahrensburgkulturens land. Dessa människor var stammar som jagade över territorier med över 100 000 km² i storlek och bodde i hyddor på tundran. På denna tundra fanns inte mycket skog utöver fjällbjörk och rönn, men skogsbältet taigan bredde ut sig allt eftersom. Befolkandet av Norge och Sverige gick snabbt när väl isen dragit sig undan och eller ett landområde höjt sig över havet.

### Mesolitikum (10 000 f.Kr. — 4 000 f.Kr.)

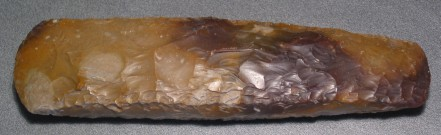
Yxa av flinta från den sena stenåldern, ca 31 cm lång.

Under 6000-talet före Kristus, när renarna och deras jägare sedan länge hade förflyttat sig till nordligaste Skandinavien, hade skogen etablerats i landen. Åren 8 000-6 000 f.Kr. inträffar en värmeperiod. En kultur som kallades Maglemosekulturen levde i Danmark och södra Sverige, och norr om dessa, i Norge och i det mesta av södra Sverige, befann sig Fosna-Hensbackakulturen. De senare bodde främst i den växande skogens utkanter. Genom att använda eld, båtar och stenverktyg kunde dessa stenåldersmänniskor överleva i norra Europa. De nordliga jägar- och samlarna följde hjordarna och laxvandringarna. De flyttade söderut om vintrarna och tillbaka mot norr på sommaren. Dessa tidiga invånare följde kulturella traditioner som liknar de som utövas i andra regioner allra längst i norr.
Under det sjätte årtusendet före Kristus, var södra Skandinavien täckt av djup lövträdsskog och blandskog. I dessa skogar strövade djur som uroxe, visent, älg och hjort. Vid denna tid levde de stammar som vi kallar för Kongemosekulturen av bland annat dessa djur. Likt deras förfäder jagade de även säl och fiskade i de rika vattnen. Norr om Kongemosekulturen, i södra Norge och Sverige, levde andra jägar-samlare som kallas för Nøstvet och Lihultskulturerna. Dessa kulturer jagade ännu, medan Kongemosekulturen längst i söder övergick i Erteböllekulturen.

### Neolitikum (4 000 f.Kr. — 1 800 f.Kr.)

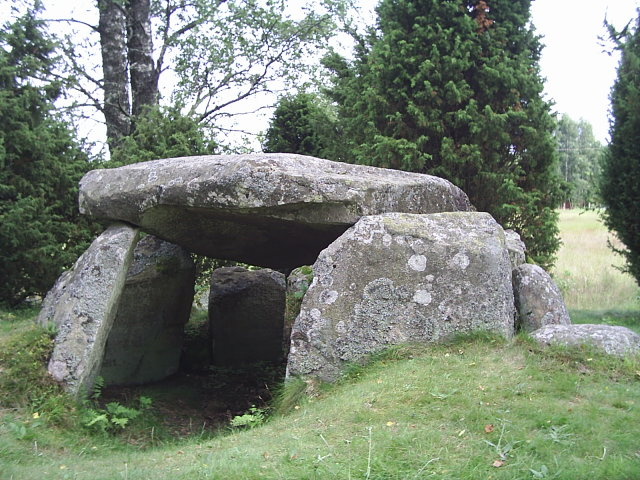
Gånggrift i Massleberg, Skee socken i Strömstads kommun

Runt 4700 f.Kr. lärde sig människor i Erteböllekulturen att framställa keramik från närliggande folk som bodde i söder, vilka även brukade jorden och höll boskap. Snart började även jordbruk och boskapsskötsel etableras i södra Skandinavien, varvid Erteböllekulturen upphörde utan att lämna några spår efter sig. Omkring 4 000 f.Kr. ersattes Erteböllgrupperna av den megalitiska trattbägarkulturen. Dösar och gånggrifter uppfördes några sekler senare som gravmonument. Dessa trattbägargrupper expanderade upp genom Sverige upp till Uppland redan runt 3900 f.Kr. och med dem inträdde den neolitiska perioden i största delen av södra Skandinavien. Vid tiden runt 4000 f.Kr. hade odling och boskapsskötsel även gjort sitt inträde längs kusterna i Norge ända upp till Tröndelag. Nøstvet och Lihultsstammarna lärde sig nya tekniker från de expanderande bönderna, dock inte jordbruk. En variant på deras kultur återuppstod långt senare runt 3200 f.Kr. i den gropkeramiska kulturen. Dessa gropkeramiska grupper dominerar på Gotland men enstaka förekomster finns också på det svenska fastlandet i öster, där istället stridsyxekulturen dominerade. Åtminstone en bosättning tycks ha varit en form av kulturblandning, Alvastra, men även här finns det många frågor kvar att besvara.
Det är inte känt vilket språk dessa tidiga nordbor talade. Runt 2900 f.Kr. eller det efterföljande seklet ersattes trattbägarkulturen av stridsyxekulturen som bör ha talat urindoeuropeiska men detta språk kan mycket väl ha funnits ännu tidigare. Med tiden utvecklades  det germanska språk som var föregångaren till de moderna nordiska språken. Den nya kulturen anses ha varit individualistisk på grund av de individuella gravarna hos de betydelsefulla personerna i samhället, samt utpräglat patriarkal. De använde stridsyxan, som av en del ses som en manlighetssymbol. Vidare var de boskapsskötare. Snart skulle dock en ny resurs  anlända; metall, till en början i form av koppar, vilket ledde till nya uppfinningar. I Danmark införs den första metallkulturen omkring 1900 f.Kr. Den nya tekniken skulle leda till en period av starkt kulturellt framåtskridande i Norden: Bronsåldern.

## Bronsåldern

### Nordisk bronsålder (1 800 f.Kr. — 500 f.Kr.)

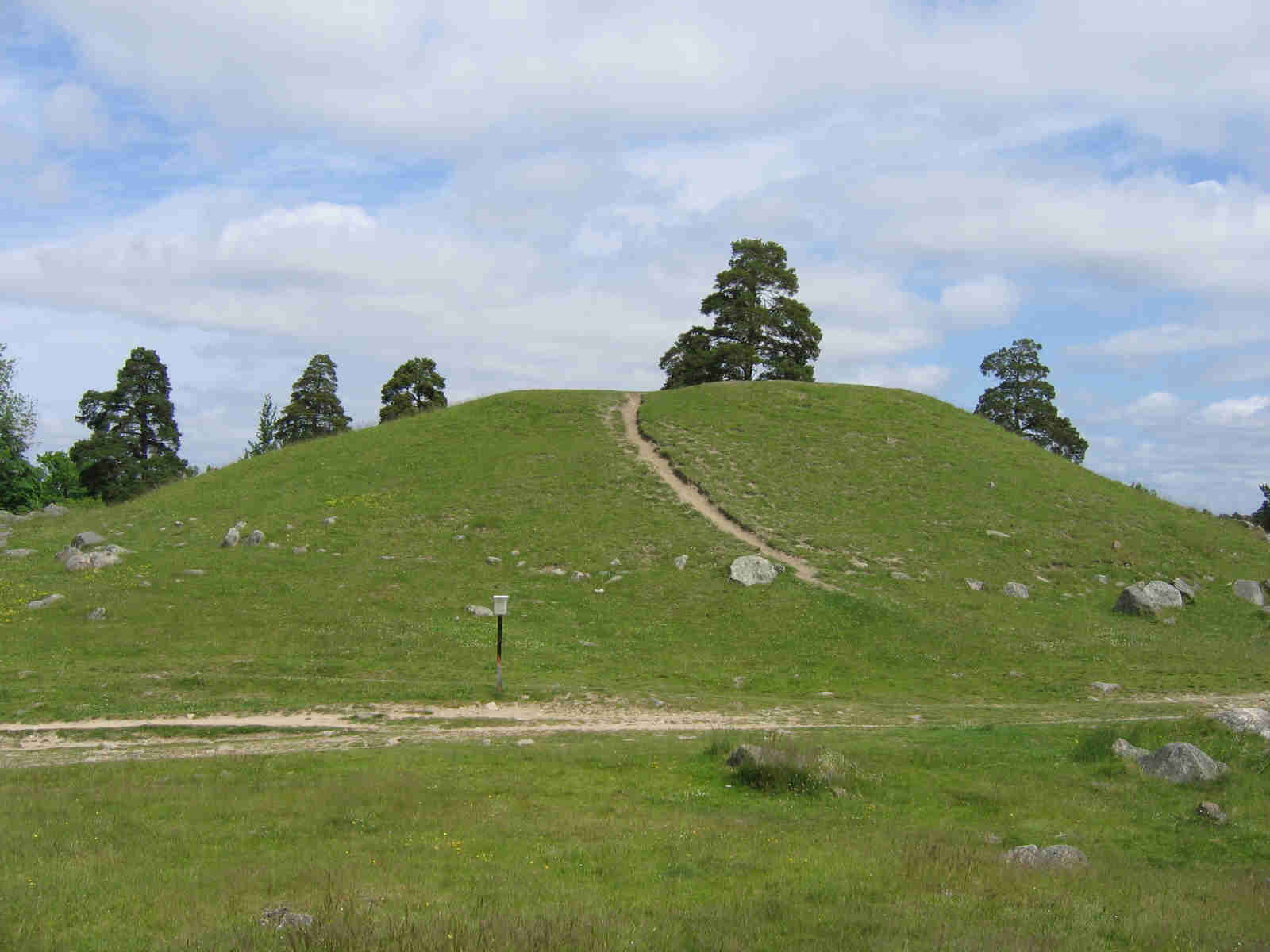
Hågahögen utanför Uppsala i Sverige är en av största gravhögarna från den nordiska bronsåldern. Den skapades omkring 1000 f.Kr..

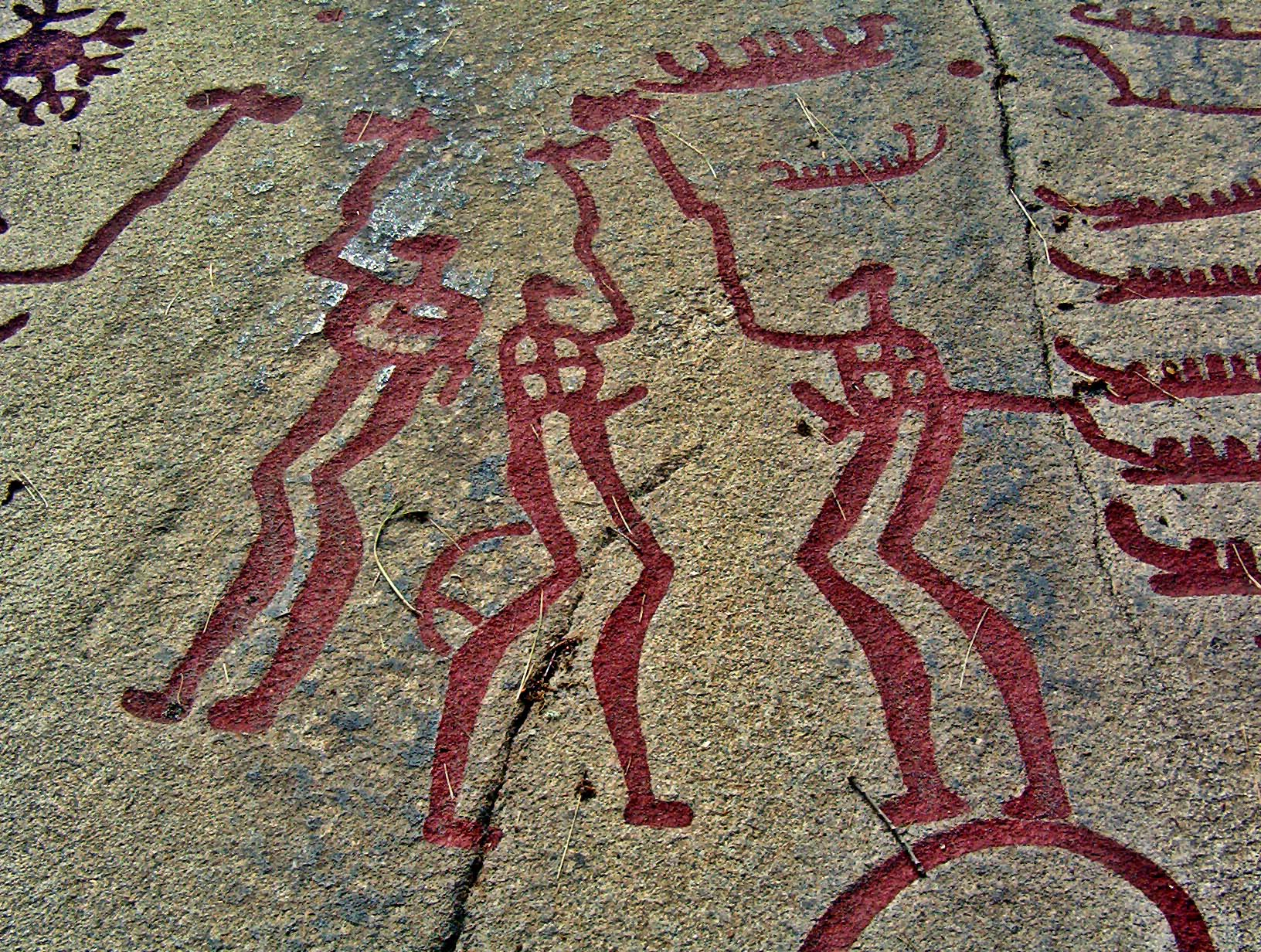
Hällristning från Tanumshede i Sverige. Tros föreställa en rituell dans eller tvillinggudar som strider.

Den europeiska bronsåldern kallas i Norden för nordisk bronsålder och är en mycket rik period, med många fynd och lämningar. Bronset kom genom handel och infördes relativt sent. Under denna period uppstod den första högkulturen i området. Periodens fyndplatser uppvisar rika och välbevarade artefakter av ull och trä liksom av importerat centraleuropeiskt brons och guld. Nordborna införde många symboler från Centraleuropa och Medelhavet samtidigt som de skapade nya stilar och objekt. Mycenska Grekland, Villanova-kulturen, Fenicien och det antika Egypten har alla identifierats som möjliga källor för konstnärliga influenser i Norden under denna period. Utrikeshandeln tros delvis bero på bärnstensutbyte; bärnsten som har återfunnits i Mycenska gravar från perioden har sitt ursprung i Östersjön. Flera hällristningar avbildar skepp och stora stenformationer - stenskepp - och indikerar att skeppsfart spelade en viktig roll i samhällslivet. Vissa hällristningar avbildar skepp som kan vara från Medelhavet.
Från denna period återfinns många gravhögar och hällristningar, bara i Danmark finns 10 000-tals gravhögar från 1500-1100 f.Kr.. Det finns också åtskilliga artefakter av brons och guld. Hällristningarnas grova utseende i förhållande till bronsarbetena har gett upphov till teorin att dessa skapades av olika kulturer eller socialgrupper. Inget känt skriftspråk fanns i Norden under bronsåldern. Bronsåldern präglades av ett varmt klimat som kan jämföras med Medelhavets klimat idag. Det varma klimatet tillät en relativt hög befolkningstäthet, men perioden slutade med en klimatförändring som gav ett kallare och våtare klimat.

## Järnåldern

### Förromersk järnålder (500 f.Kr. — Kristi födelse)

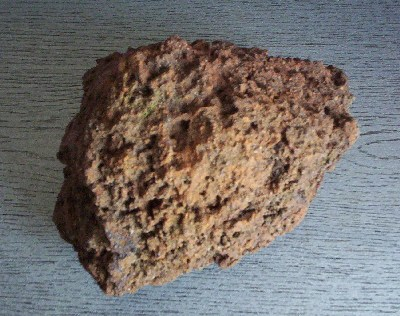
Myrmalm användes som källa till järn till en början.

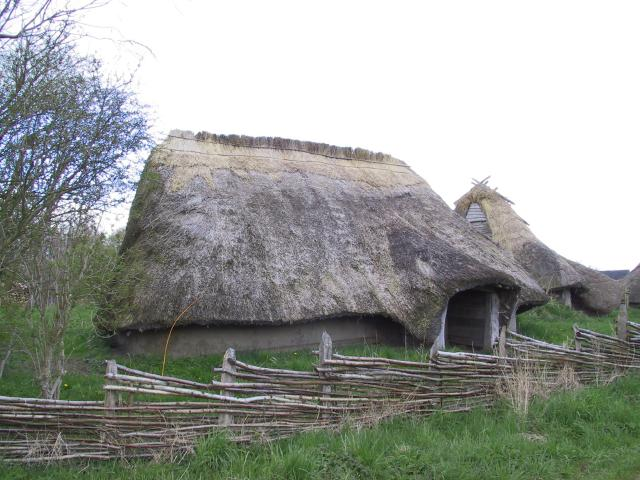
Ett rekonstruerat järnåldershus i Odense i Danmark.

Efter klimatförsämringen inträder den förromerska järnåldern, en period som är känd för sin relativa sparsamhet i arkeologiska fynd. Det är även under denna period som germanska stammar blev kända i medelhavsvärlden och för romarna. I det arkeologiska materialet syns från denna tid en sjunkande bronsimport, till följd av införandet av lokal järnframställning. Till en början var järnet mycket värdefullt och användes till utsmyckningar. De tidigaste källorna till järn var myrmalm där järnet är lättare att nå än i berg. De äldsta järnartefakterna är nålar, men svärd och skäror återfinns också. Brons fortsatte att användas under perioden, men mer och mer för detaljer medan det hårdare järnet infördes för bruksföremål. De kulturella traditionerna utvecklades från bronsålderstraditionerna men det förekom starka influenser från Hallstattkulturen i Centraleuropa. En bronsåldersedvänja som dessa behöll var kremering och urnsättning av döda. Under de yngsta seklerna spreds influenser från Västeuropa (La Tène-kulturen) till Norden via nordvästra Tyskland. Från denna tid finns järnefterlämningar i form av svärd, sköldar, spjuthuvuden, saxar, skäror, pincetter, knivar, nålar, spännen och grytor - liksom många andra liknande föremål. För bland annat kannor användes även brons med en stil som byggde vidare på bronsåldersstilen. Ett av de mest intressanta fynden är Dejbjerg-vagnen från Jylland: en fyrhjulig vagn av trä och brons. Under denna tid görs odlingstekniska framsteg och bysamhället grundläggs.

### Romersk järnålder (Kristi födelse — 400 e.Kr.)

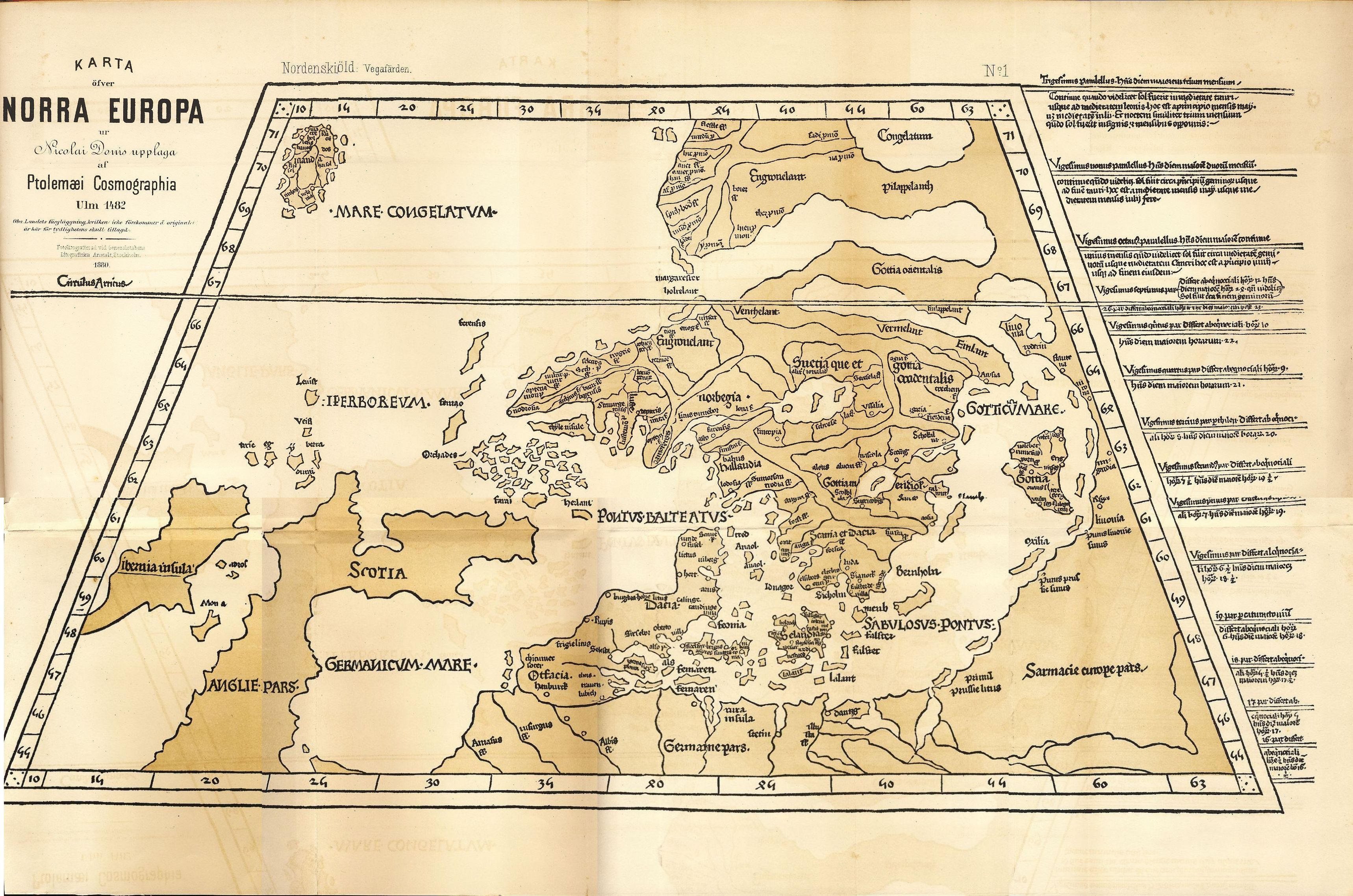
Norden enligt greken Ptolemaios omkring år 150 e.Kr. Kartan är en tolkning utifrån Ptolemaios text, ritad av Nicolai Donis år 1482.

Även om många germanska stammar uppehöll regelbunden kulturell och militär kontakt med det Romerska riket, så befann sig stora delar av Norden vid den latinska världens yttersta gränser. Med undantag för enstaka hänvisningar till svear (suioner) och götar (gautoi) med flera, så förblir stora delar av Norden oomnämnt i de romerska författarnas bevarade skrifter.
Till Norden importerades samtidigt stora mängder varor från söder, till exempel mynt, behållare, bronsbilder, glas, emaljerade spännen liksom vapen med mera. Stilen på många metallobjekt och lerkärl under perioden är markerat romersk. Från Danmark finns fynd av rika hövdingagravar.
Från och med 200 och 300-tal finns de äldsta bevarade runskrifterna. Runorna är troligtvis baserade på tecken från det etruskiska Italien. Det har också återfunnits många mosslik från denna tid i Danmark, i Slesvig och i södra Sverige. Tillsammans med dessa ofta välbevarade kroppar fanns vapen, hushållsartiklar och kläder av ylle. Stora skepp som drevs med roddare har hittats i Nydams mosse i Slesvig; dessa har daterats till 300-talet e. Kr. Under de första århundradena begravs många individer utan att brännas men kremeringen av de döda återfann sin popularitet.
Genom 400- och 500-talen blir guld och silver vanligare. Under denna tid plundrades det Romerska imperiet av germanska stammar, och därifrån återvände många nordmän med dessa ädla metaller. I Sverige blev gamla Uppsala något av en centralpunkt under denna tid. Här byggdes bland annat tre stora gravhögar, Uppsala högar, anlagda ungefär mellan år 475 och år 550.

### Germansk järnålder (400 e.Kr. — 800 e.Kr.)

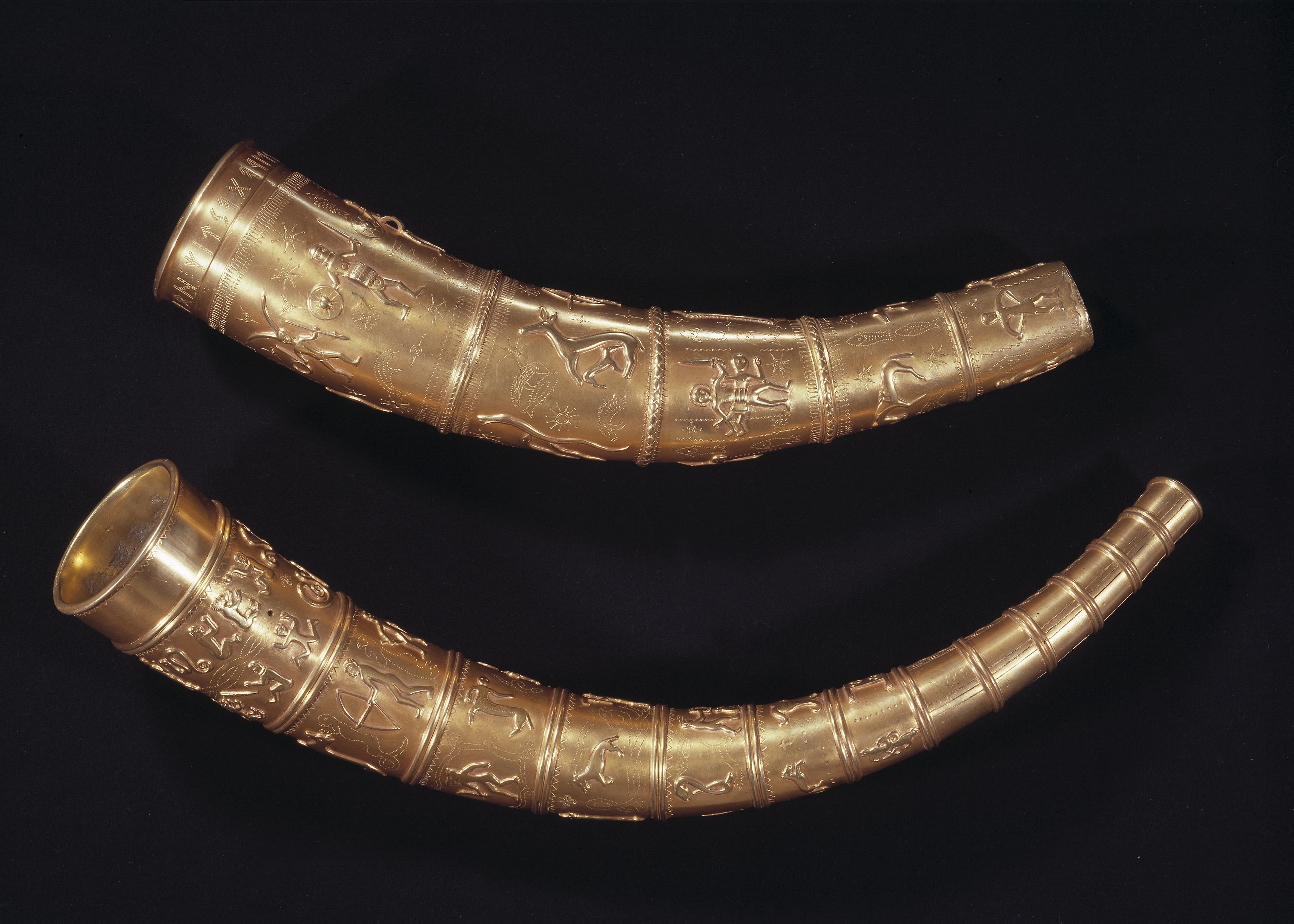
Gallehushornen ett exempel på utsökt danskt guldhantverk från den germanska järnåldern.

Den period som efterträder det romerska imperiets fall är känd som den germanska järnåldern, och den delas in i äldre och yngre delperioder. Den yngre perioden är känd i Sverige som vendeltid (550-800). Från perioden har rika gravsättningar återfunnits från Mälardalen, särskilt i Vendels socken i Uppland som har gett perioden dess namn. Den äldre germanska järnåldern är den tid då danskarna (danerna) träder fram i historien och enligt den gotiske historikern Jordanes var dessa ett folk som var besläktat med svenskarna (svearna: suehans). Under det romerska imperiets fall flödade guld in i Norden och flera utsökta guldarbeten har återfunnits från perioden. Guld användes för att skapa bland annat hölsterdetaljer och brakteat och ett märkbart exempel är Gallehushornen. I Danmark omorganiseras byarna och jorden omfördelas i inmark och utmark. De första stadsbildningarna i landet träder fram och territoriella strider råder.
Efter det romerska rikets fall blev guld sällsynt och nordborna började skapa dekorativa föremål i förgylld brons. Den nordiska djurornamentiken uppkom som en distinkt dekorativ stil. De äldre dekorationerna visar djur som är relativt anatomiskt korrekta. Under den yngre delperioden utvecklas ornamentiken till de intrikata former med sammanvävda extremiteter och snirkliga kurvor som blivit den välkända hantverksstil som representerar vikingatiden.

### Vikingatiden (800 e.Kr. — 1050 e.Kr.)

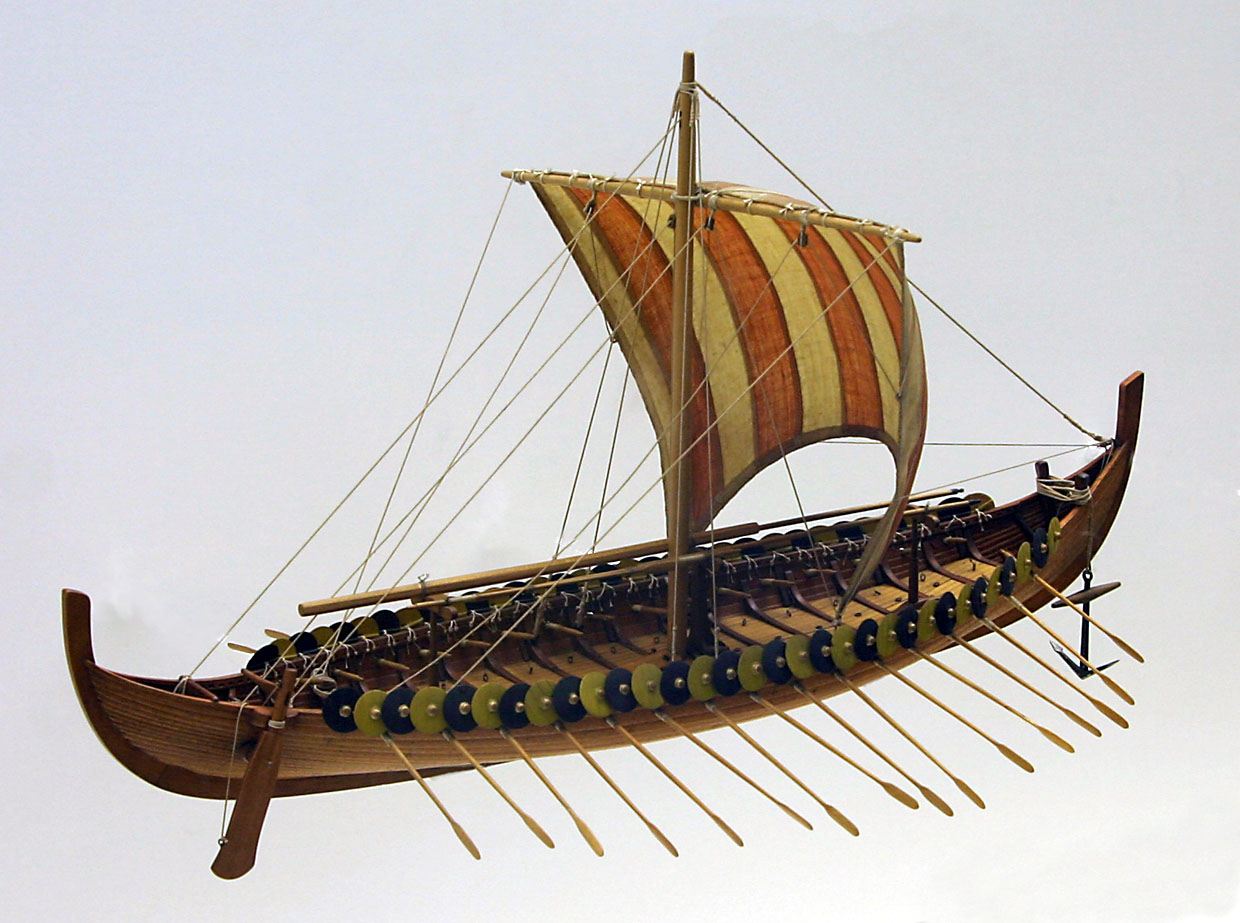
En modell av Gokstadsskeppet, ett återfunnet vikingaskepp.

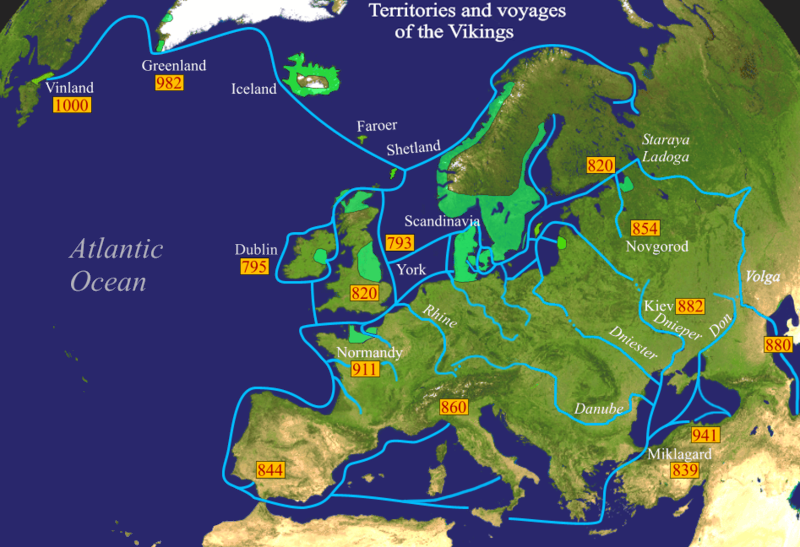
Nordiska bosättningar och resvägar under vikingatiden.

Vikingatiden var perioden från 793 e.Kr. till 1066 i Norden. Under denna period uppträdde vikingarna; nordiska sjöburna krigare. Vikingatidens nordbor, de så kallade nordmännen, utforskade, plundrade, koloniserade och handlade med stora delar av Europa. Deras resor förde dem som längst till Mellanöstern och Nordafrika och de nådde även Nordamerika. Vikingatiden inleds vanligtvis år 793, det första år då norska vikingar nådde England och plundrade klostret Lindisfarne. Det är under 800-talet som Danmark samlas till en riksenhet under kung Godfred.

#### Utvandringstiden
Utvandringstiden började omkring år 800. Nordmän invaderade och bosatte sig i delar av Skottland, England, Irland, på Grönland, Island, Färöarna, Shetlandsöarna, i Normandiet, Livland och platser i Ryssland. De invaderande nordmännen kallas vanligen vikingar idag, vilket under vikingatiden synes ha varit en beteckning för sjörövare. Svenska bosättare hamnade främst i Ryssland och Livland medan de norska och danska koncentrerades till västra och norra Europa. Vikingatåg från dåvarande Sverige till västra Europa tycks dock också ha varit förhållandevis vanliga att döma av inskrifter på runstenar där över en tredjedel nämner utlandsfärder västerut. De nordmän som for österöver grundade Kievriket, en större statsbildning centrerad i dagens Ukraina och som är ursprunget till dagens Ryssland. De nordmän som for i västerled efterlämnade omfattande kulturella spår i franska Normandiet, i England och på Irland. Bland annat grundades staden Dublin av vikingar på erövringståg. Bosättningen av Island inleddes år 874 när Ingólfr Arnarson slog sig ned vid det som blev Reykjavik. Andra norska stormän följde och under 900-talet fanns ett organiserat samhälle. År 990 upptäcktes Grönland, vilket koloniserades, samt den amerikanska kontinenten som då kallades Vinland.
I Norge besegrar Harald Hårfager Vestlandets småkungar i slaget i Hafrsfjorden år 885.

#### Asatron och kristendomens införande

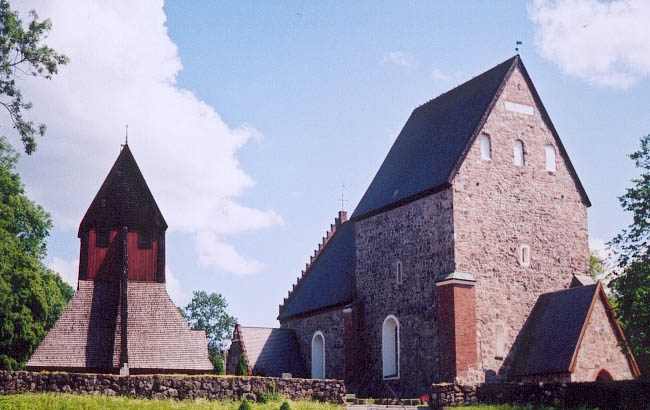
Gamla Uppsala kyrka i Gamla Uppsala i Uppsala, började byggas omkring år 1050 e.Kr..

Den vikingatida religionen var en polyteism som byggde på nordisk mytologi, med gudar som Oden, Tor och Freja. Tidens ideal värderade strid och ära högt och fokuserade på föreställningen om Valhall, ett mytiskt liv efter döden för fallna krigare. Nordens övergång till kristendom inträffade senare än i de flesta delar av Europa. I Danmark kristnade Harald Blåtand landet omkring år 980. Blåtand genomdriver en konsolidering av riket med hjälp av kungliga ringmursborgar. Den förste kung av Sverige, som kan bekräftas av historiskt tillförlitliga källor - Erik Segersäll - tillträder omkring år 970 och år 992-993 erövrar han Danmark. Kristnandet i Norge påbörjades under Olav Tryggvasons och Olav Haraldssons regeringstider. Båda hade låtit sig döpas frivilligt utanför Norge. Olav Haraldsson förde med sig engelska kyrkomän till Norge. Norges kristnande var till största delen resultatet av engelska missionärer och deras verksamhet.

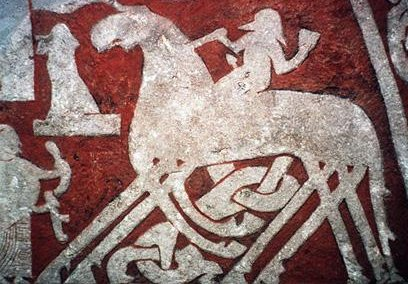
Guden Oden var gudarnas hövding enligt den nordiska asatron.

Det isländska riket införde kristendomen omkring år 1000 efter påtryckningar från Norge. Gode-hövdingen Þorgeirr Ljósvetningagoði var en central person i denna process. Sverige krävde lite mer tid för att konverteras till kristendomen och den inhemska asatron var fortfarande vanlig lokalt ända mot slutet av 1000-talet. Ett kortvarigt inbördeskrig ägde rum år 1066 och speglade i huvudsak en uppdelning mellan utövare av ursprungsreligionen och kristendomens förespråkare.
Kristnandet av Norden inträffade nästan samtidigt med vikingatidens avslutande. Införandet av kristendom tros ha underlättat de vikingatida samhällenas kulturella och religiösa närmande till det kontinentala Europa. Mot periodens slut, det tidiga 1000-talet, dominerade Danmark i Nordsjön, lett av kungen Knut den store. Vikingatidens slut markeras av Harald Hårdrådes misslyckade invasion av England samt av Englands erövring av normanderna.